# Newhalen (Alaska)
Pour les articles homonymes, voir Newhalen.
Newhalen est une localité d'Alaska aux États-Unis dans le Borough de Lake and Peninsula, située sur la rive nord du lac Iliamna, à l'embouchure de la rivière Newhalen. En 2010, il y avait 190 habitants.
À l'origine, Newhalen était un village yupik appelé Naghelin, du nom de la rivière Newhalen (qui est l'anglicisation de ce nom). Le village a été créé à la fin du XIXe siècle à cause de la richesse locale en gibier et en poisson. Actuellement, la seule activité économique sont des activités de subsistance : la chasse et la pêche.

## Démographie
| Groupe               | Newhalen | Alaska | États-Unis |
| -------------------- | -------- | ------ | ---------- |
| Autochtones d'Alaska | 80,0     | 14,8   | 0,9        |
| Métis                | 12,1     | 7,3    | 2,9        |
| Blancs               | 7,4      | 66,7   | 72,4       |
| Afro-Américains      | 0,5      | 3,3    | 12,6       |
| Autres               | 0        | 7,9    | 11,2       |
| Total                | 100      | 100    | 100        |
|                      |          |        |            |
| Latino-Américains    | 2,6      | 5,5    | 16,7       |

En 2010, la population native est majoritairement composée de Yupiks et de Athabaskans, qui représentent respectivement 70 % et 12 % de la population de Newhalen.
Selon l'American Community Survey, pour la période 2011-2015, 84,44 % de la population âgée de plus de 5 ans déclare parler l'anglais à la maison, 14,07 % déclare parler le yupik et 1,48 % le russe.
| 1940 | 1950 | 1960 | 1970 | 1980 | 1990 | 2000 | 2010 |
| ---- | ---- | ---- | ---- | ---- | ---- | ---- | ---- |
| 55   | 48   | 63   | 88   | 87   | 160  | 160  | 190  |

## Source
- (en) Cet article est partiellement ou en totalité issu de l’article de Wikipédia en anglais intitulé « Newhalen, Alaska » (voir la liste des auteurs).

1. ↑  (en) « Newhalen, AK Population - Census 2010 and 2000 », sur censusviewer.com (consulté le 2 mars 2016).
2. ↑  (en) « Population of Alaska - Census 2010 and 2000 », sur censusviewer.com (consulté le 2 mars 2016).
3. ↑  (en) « Race Reporting for the American Indian and Alaska Native Population by Selected Tribes: 2010 », sur factfinder.census.gov (consulté le 16 octobre 2017).
4. ↑  (en) « Language spoken at home by ability to speak English for the population 5 years and over », sur factfinder.census.gov.
5. ↑  « Statistiques des États-Unis - Alaska - Profils des communautés de 2010 » (consulté en novembre 2020)